# Raïon d'Aïan-et-Maïa
Le raïon d'Aïan-et-Maïa (en russe : Ая́но-Ма́йский райо́н, Aïano-Maïski raïon) est une subdivision administrative (raïon) et une municipalité (raïon municipal) du kraï de Khabarovsk, en Russie. Le raïon fait partie de la région d'Extrême-Orient russe. Son centre administratif est le village d'Aïan, et il compte en tout 11 localités, réparties dans 4 municipalités. Sa population s'élevait à 1 863 habitants en 2023.

## Tendances politiques
| Scrutin                     | 1er tour | 1er tour | 1er tour | 1er tour | 1er tour | 1er tour | 1er tour | 1er tour | 1er tour | 1er tour | 1er tour | 1er tour | 2d tour                  | 2d tour                  | 2d tour                  | 2d tour                  | 2d tour                  | 2d tour                  | 2d tour                  | 2d tour                  | 2d tour                  | 2d tour                  |
| Scrutin                     | 1er      | 1er      | %        | 2e       | 2e       | %        | 3e       | 3e       | %        | 4e       | 4e       | %        | 1er                      | 1er                      | %                        | 2e                       | 2e                       | %                        | 3e                       | %                        | 4e                       | %                        |
| --------------------------- | -------- | -------- | -------- | -------- | -------- | -------- | -------- | -------- | -------- | -------- | -------- | -------- | ------------------------ | ------------------------ | ------------------------ | ------------------------ | ------------------------ | ------------------------ | ------------------------ | ------------------------ | ------------------------ | ------------------------ |
| Présidentielle 2012,        |          | ER       | 57,46    |          | KPRF     | 16,49    |          | LDPR     | 12,26    |          | SE       | 6,57     | Victoire au premier tour | Victoire au premier tour | Victoire au premier tour | Victoire au premier tour | Victoire au premier tour | Victoire au premier tour | Victoire au premier tour | Victoire au premier tour | Victoire au premier tour | Victoire au premier tour |
| Gouvernorale 2013,          |          | ER       | 70,89    |          | LDPR     | 14,41    |          | KPRF     | 6,20     |          | SRZP     | 5,04     | Victoire au premier tour | Victoire au premier tour | Victoire au premier tour | Victoire au premier tour | Victoire au premier tour | Victoire au premier tour | Victoire au premier tour | Victoire au premier tour | Victoire au premier tour | Victoire au premier tour |
| Législative régionale 2014  |          | ER       | 67,15    |          | LDPR     | 12,98    |          | SRZP     | 6,10     |          | KPRF     | 6,01     | Tour unique              | Tour unique              | Tour unique              | Tour unique              | Tour unique              | Tour unique              | Tour unique              | Tour unique              | Tour unique              | Tour unique              |
| Législative 2016            |          | ER       | 46,04    |          | LDPR     | 25,92    |          | KPRF     | 10,19    |          | RPPSS    | 3,99     | Tour unique              | Tour unique              | Tour unique              | Tour unique              | Tour unique              | Tour unique              | Tour unique              | Tour unique              | Tour unique              | Tour unique              |
| Présidentielle 2018,        |          | ER       | 76,15    |          | LDPR     | 11,19    |          | KPRF     | 8,42     |          | GRANI    | 1,28     | Victoire au premier tour | Victoire au premier tour | Victoire au premier tour | Victoire au premier tour | Victoire au premier tour | Victoire au premier tour | Victoire au premier tour | Victoire au premier tour | Victoire au premier tour | Victoire au premier tour |
| Gouvernorale 2018           |          | ER       | 52,99    |          | LDPR     | 27,34    |          | KPRF     | 7,89     |          | SRZP     | 4,31     |                          | LDPR                     | 59,94                    |                          | ER                       | 37,82                    |                          |                          |                          |                          |
| Législative régionale 2019, |          | LDPR     | 47,96    |          | ER       | 31,03    |          | KPRF     | 8,95     |          | SRZP     | 3,02     | Tour unique              | Tour unique              | Tour unique              | Tour unique              | Tour unique              | Tour unique              | Tour unique              | Tour unique              | Tour unique              | Tour unique              |
| Législative 2021            |          | ER       | 22,46    |          | KR       | 14,82    |          | RPPSS    | 14,60    |          | LDPR     | 11,17    | Tour unique              | Tour unique              | Tour unique              | Tour unique              | Tour unique              | Tour unique              | Tour unique              | Tour unique              | Tour unique              | Tour unique              |
| Gouvernorale 2021,          |          | LDPR     | 65,38    |          | SRZP     | 17,99    |          | RPPSS    | 9,10     |          | Rodina   | 3,35     | Victoire au premier tour | Victoire au premier tour | Victoire au premier tour | Victoire au premier tour | Victoire au premier tour | Victoire au premier tour | Victoire au premier tour | Victoire au premier tour | Victoire au premier tour | Victoire au premier tour |